# Lions, Jardin zoologique, Londres
Lions, Jardin zoologique, Londres er en fransk stumfilm fra 1896 af Alexandre Promio.